# On the Brink of War
On the Brink of War è un cortometraggio muto del 1916, diretto da James W. Horne.
È il ventesimo episodio di The Girl from Frisco, serial di 25 episodi in due rulli interpretati da Marin Sais.

## Produzione
Il film fu prodotto dalla Kalem Company.

## Distribuzione
Distribuito dalla General Film Company, il film - un cortometraggio in due bobine - uscì nelle sale cinematografiche USA il 20 dicembre 1916.